# 筑後若津駅
筑後若津駅（ちくごわかつえき）は、かつて福岡県大川市大字向島に設置されていた、日本国有鉄道（国鉄）佐賀線の駅（廃駅）である。佐賀線の廃止に伴い、1987年（昭和62年）3月28日に廃駅となった。

## 歴史
- 1938年（昭和13年）3月30日：国有鉄道佐賀線の諸富駅 - 筑後大川駅間に新設[1]。旅客、荷物を取り扱い[1]。
- 1971年（昭和46年）10月20日：荷物の取り扱いを廃止[2]。無人駅となる[3]。
- 1987年（昭和62年）3月28日：佐賀線の全線廃止に伴い、廃駅となる[1]。

## 駅構造
廃止時は、単式ホーム1面1線を持つ無人駅であった。

## 駅跡
筑後川昇開橋を見渡せる展望所になっており、記念碑も建てられている。

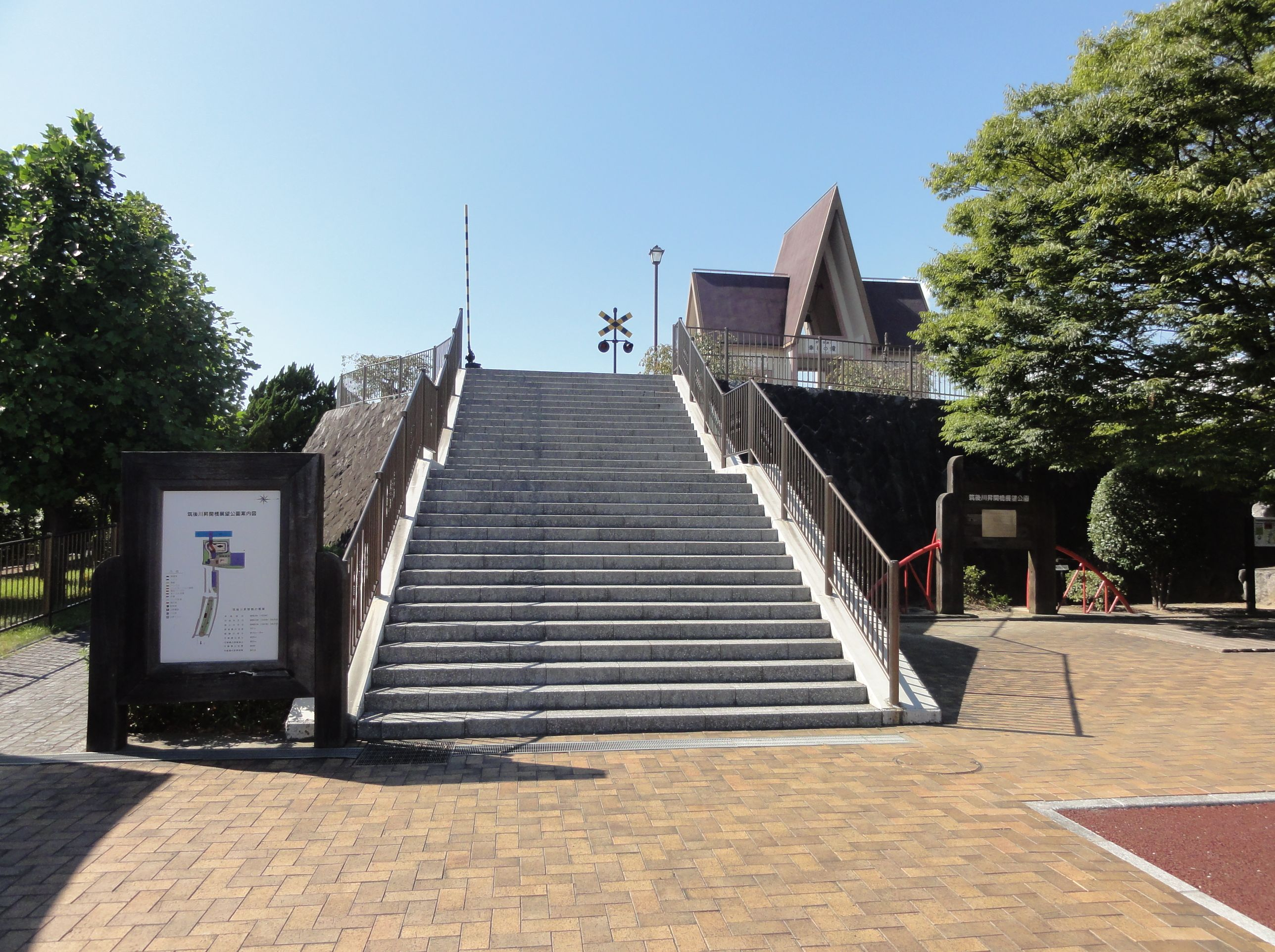
筑後川昇開橋展望公園
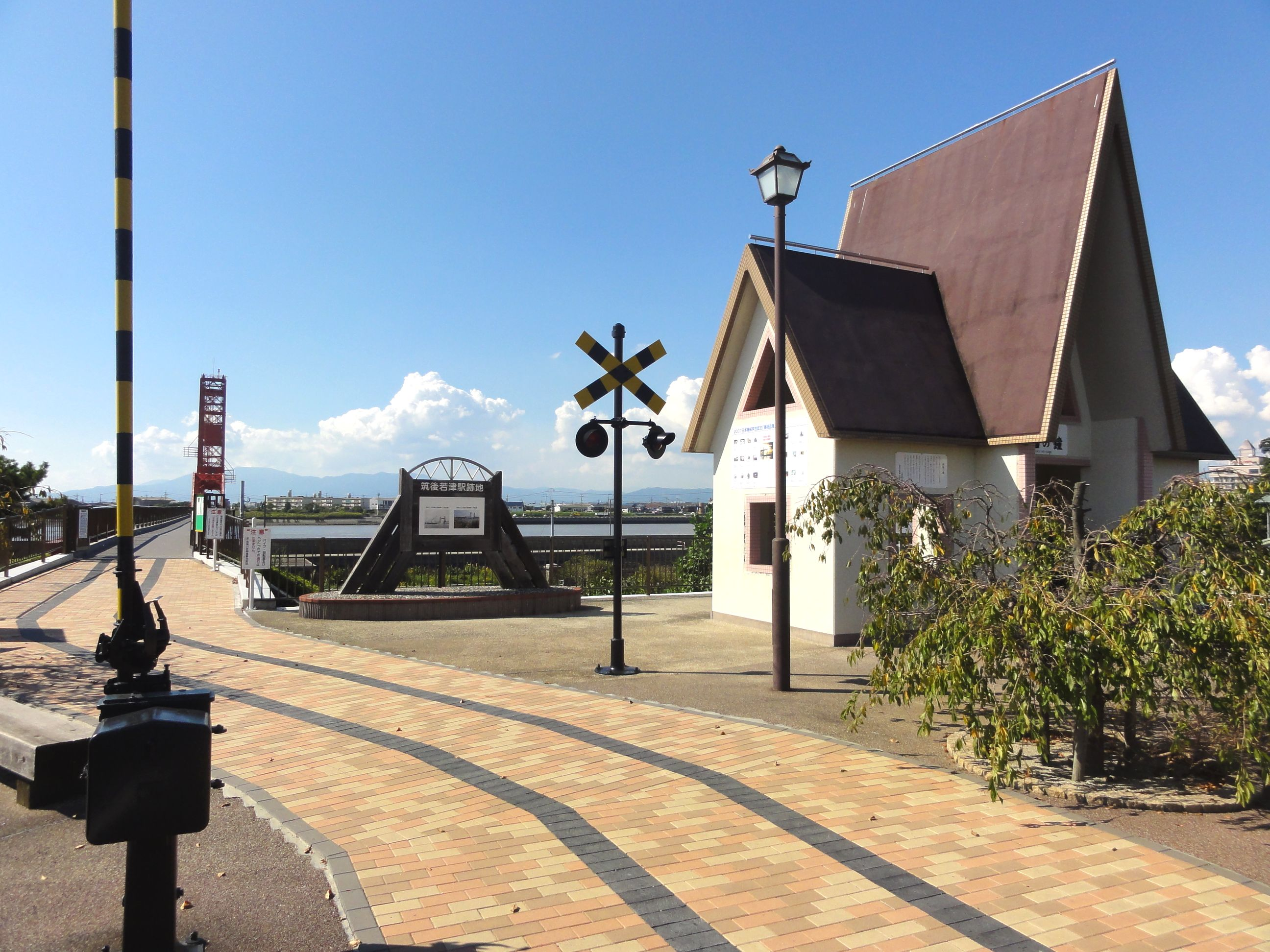
駅跡（2011年9月）
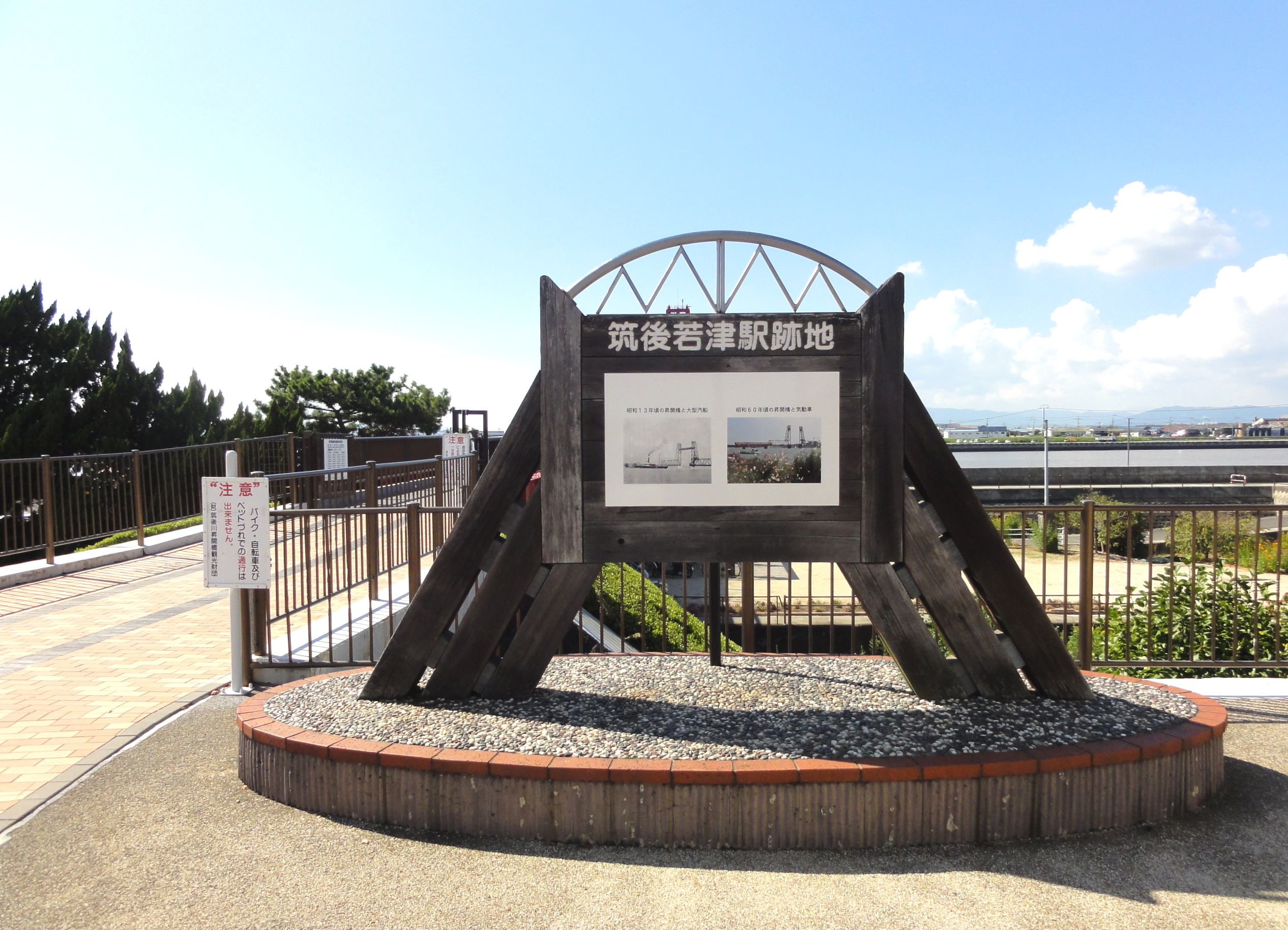
記念碑（2011年9月）

## 隣の駅
日本国有鉄道
佐賀線
諸富駅 - （筑後川信号場） - 筑後若津駅 - 筑後大川駅